# Antipathieke romanpersonages
'Antipathieke romanpersonages' is een  poëticaal essay van de Nederlandse schrijver Willem Frederik Hermans. Het werd in 1960 voor het eerst gepubliceerd in De Vlaamse Gids. In 1967 werd het essay toegevoegd aan de vijfde druk van de essaybundel Het sadistische universum.
Hermans zet in dit essay zijn modernistische literatuuropvatting uiteen. Daarbij wijst hij het realisme en naturalisme af als achterhaalde visies op de werkelijkheid. 

## Inhoud
Het essay bestaat uit elf genummerde afdelingen, die elk een aspect van het schrijverschap bespreken:
1. de aard van de schrijver
2. de mensen in een roman
3. het onderscheid tussen sympathieke en antipathieke personages
4. het realisme als mythische leer
5. de strategie van de realistische auteur om vragen te ontlopen
6. de zelfhaat van serieuze romanschrijvers
7. het verlangen van de schrijver naar onsterfelijkheid
8. de twee soorten schrijvers: de ene is een moralist die zich wil rechtvaardigen als mens, de ander wil zich rechtvaardigen als schrijver. De tweede soort bedient zich van niet-realistische personages.
9. Het belang van Freud en het onderbewuste.
10. het onvermogen van de schrijver om, net als andere mensen, langer dan enkele ogenblikken per dag redelijk te denken.
11. De dood in een tijd waarin niemand meer aan onsterfelijkheid gelooft.

## Receptie
Het essay wordt beschouwd als een belangrijke uiteenzetting van Hermans' literaire opvattingen, onder meer vanwege de afwijzing van het realisme en het naturalisme. Het wordt vaak geciteerd in beschouwingen over Hermans; een citaat uit 'Antipathieke romanpersonages' fungeerde als de titel van de door Wilbert Smulders en Frans Ruiter geredigeerde bundel beschouwingen 'Alleen blindgeborenen kunnen de schrijver verwijten dat hij liegt.' Over het schrijverschap van Willem Frederik Hermans (De Bezige Bij, 2009).